# Edith Mendelssohn Bartholdy
Edith Louise Ida Mendelssohn Bartholdy, geb. Speyer, (* 6. Januar 1882 in Berlin; † 9. Juli 1969 in Köln) war eine deutsche Sozial- und Kulturpolitikerin.

## Leben und Wirken
Edith Speyer wurde als ältestes Kind des Berliner Kaufmanns Paul Speyer und seiner Frau Rosa, geborene Stern, geboren. Ihr fünf Jahre jüngere Bruder war der Schriftsteller Wilhelm Speyer. Edith erhielt die damals übliche Ausbildung für Mädchen ihres Standes. Nach Absolvierung der Höheren Töchterschule entschied sie sich, gegen den Willen des Vaters, für den Lehrerinnenberuf. Im Alter von 19 Jahren legte Edith Speyer erfolgreich das Lehrerinnen-Examen für Höhere Töchterschulen in ihrer Heimatstadt ab. Folgend unterrichtete sie an der Berliner Königin-Luisen Stiftung. Am 6. November 1905, im Alter von 23 Jahren, heiratete Edith Speyer den um vier Jahre älteren Bankier Ludwig Mendelssohn Bartholdy (1878–1918), einen Sohn des Chemikers Paul Mendelssohn Bartholdy. Die Ehe blieb kinderlos.
1908 begaben sich Edith Mendelssohn Bartholdy und ihr Mann auf eine ausgedehnte Weltreise, bei der sie der Maler Heinrich Hübner begleitete. Über fünf Monate verbrachten sie in China, Japan und auch in Nordamerika. Von seiner Reise nach ca. zwei Jahren zurückgekehrt, übersiedelte das Ehepaar Mendelssohn Bartholdy nach Leipzig. Dort übernahm Ludwig Mendelssohn Bartholdy die Leitung einer Bankfiliale, seine Frau engagierte sich ehrenamtlich in der Sozial- und Kulturpolitik der Stadt. Sie und ihr Mann wurden „Mitglied im Leipziger Kunstverein, im Verein der Leipziger Jahresausstellungen (LJA) und in der Gesellschaft der Freunde des Kunstgewerbemuseums (GFKGM), dem Edith Mendelssohn Bartholdy einige wertvolle Stücke aus China und Japan schenkte“.
Ein besonderes Anliegen war ihr die Kleinstkinderfürsorge, zumal Edith Mendelssohn Bartholdy der damaligen hohen Säuglingssterblichkeit entgegenwirken wollte. Demzufolge gründete sie mit weiteren Persönlichkeiten der Stadt Leipzig 1912 den Leipziger Krippen Verein e. V., „der sich das Ziel setzte, in dieser Stadt der stärksten industriellen Frauenarbeit, die bis dahin noch fehlenden Krippen zu schaffen“. Bereits am 10. März 1912 konnte die erste Kinderkrippe, in der Platz für 18 Kinder war, seiner Bestimmung übergeben werden. Da die Nachfrage an Krippenplätzen enorm hoch war, errichtete der Verein am 13. Oktober 1912 eine zweite Krippe. Dabei wurden mutterlose Kinder, Waisenkinder oder Kinder alleinerziehender Mütter bevorzugt aufgenommen. In beiden Krippen fanden Lehrkurse zur Ausbildung junger Mädchen und Frauen in der Pflege von Säuglingen und Kleinkindern statt, die von Mendelssohn Bartholdy organisiert wurden.
Ferner war sie Mitglied im Verein für Mutterschutz, zu dessen Vorsitzenden man sie 1916 wählte. Während des Ersten Weltkriegs arbeitete sie als Sachverständige für das Krippenwesen bei der Frauenarbeitszentrale in Berlin und hatte in dieser verantwortlichen Position „Kriegskrippen“, „Fabrikkrippen“ und insbesondere „Stillkrippen und -stuben“, innerhalb oder in nächster Nähe von Betrieben, in ganz Deutschland ins Leben gerufen:

„Das Kriegsamt Frauenarbeitszentrale ist bereit, in jedem Teile des Reiches erfahrene und geeignete Persönlichkeiten zur Beratung bei Neueinrichtung, zur Leitung und zur Überwachung des Betriebes namhaft zu machen, auch geeignetes Pflegepersonal nachzuweisen.“

Die Bedarfslage solcher Einrichtungen war sehr uneinheitlich, „auch in den Großstädten mit anscheinend ähnlichen Existenzbedingungen war das Bedürfnis selten gleichzeitig das gleiche: jede Industriestadt machte hier andere Erfahrungen“.
Gerade während des Krieges unterstützte Edith Mendelssohn Bartholdy als Sachverständige der Frauenzentrale, in Übereinstimmung mit dem „Deutschen Krippenverband“, den Ausbau des Krippenwesens. Dabei stand der nationalökonomische Aspekt im Fokus des Interesses, nämlich die Freisetzung der weiblichen Arbeitskraft. Diese konnte sich nur vollständig entfalten, wenn die arbeitenden Mütter davon ausgehen konnten, dass ihre Kinder in der Krippe gut versorgt sind. Denn nur dann arbeitet die Mutter „ohne nervöse Erregung und mütterliche Sorge und konzentriert ihre Kraft auf ihre Leistung“.
Am 14. Oktober 1918 starb ihr Mann bei Unruhen innerhalb des Deutschen Heeres in Balvi, kurz vor Beginn des Lettischen Unabhängigkeitskrieges.

„Nun war sie allein mit allen Problemen und Sorgen. Trotzdem stellte sie sich 1919 als eine der ersten Frauen zur Wahl ins Leipziger Stadtparlament und arbeitete als Abgeordnete der Deutschen Demokratischen Partei bis 1927 im Verfassungsausschuß, auf dem Gebiet der Sozialfürsorge, spezielle der Jugendfürsorge, und zu kulturellen Problemen. Zahlreiche Anträge zu sozialen Belangen, von ihr 'gestellt' und vom Rat zunächst stark bekämpft, sind seit 1919 fast sämtlich verwirklicht worden.“

1930 übernahm Edith Mendelssohn Bartholdy den Vorsitz der im selben Jahr entstanden Leipziger Ortsgruppe der Gemeinschaft Deutscher und Oesterreichischer Künstlerinnen und Kunstfreundinnen. Bereits ein Jahr später fand die erste Künstlerinnen-Ausstellung in Leipzig statt. 1932 wurde sie zur Ehrenvorsitzenden der Leipziger GEDOK ernannt, da Edith Mendelssohn Bartholdy inzwischen Vorsitzende der GEDOK-Ortsgruppe Berlin war. Als die Nationalsozialisten an die Macht kamen, musste sie, protestantisch getauft aber jüdischer Abstammung, all ihre Ämter aufgeben und emigrierte 1936 nach England. Dort erhielt sie eine Anstellung an der von Hilde Lion gegründeten und geleiteten Stoatley Rough School. 

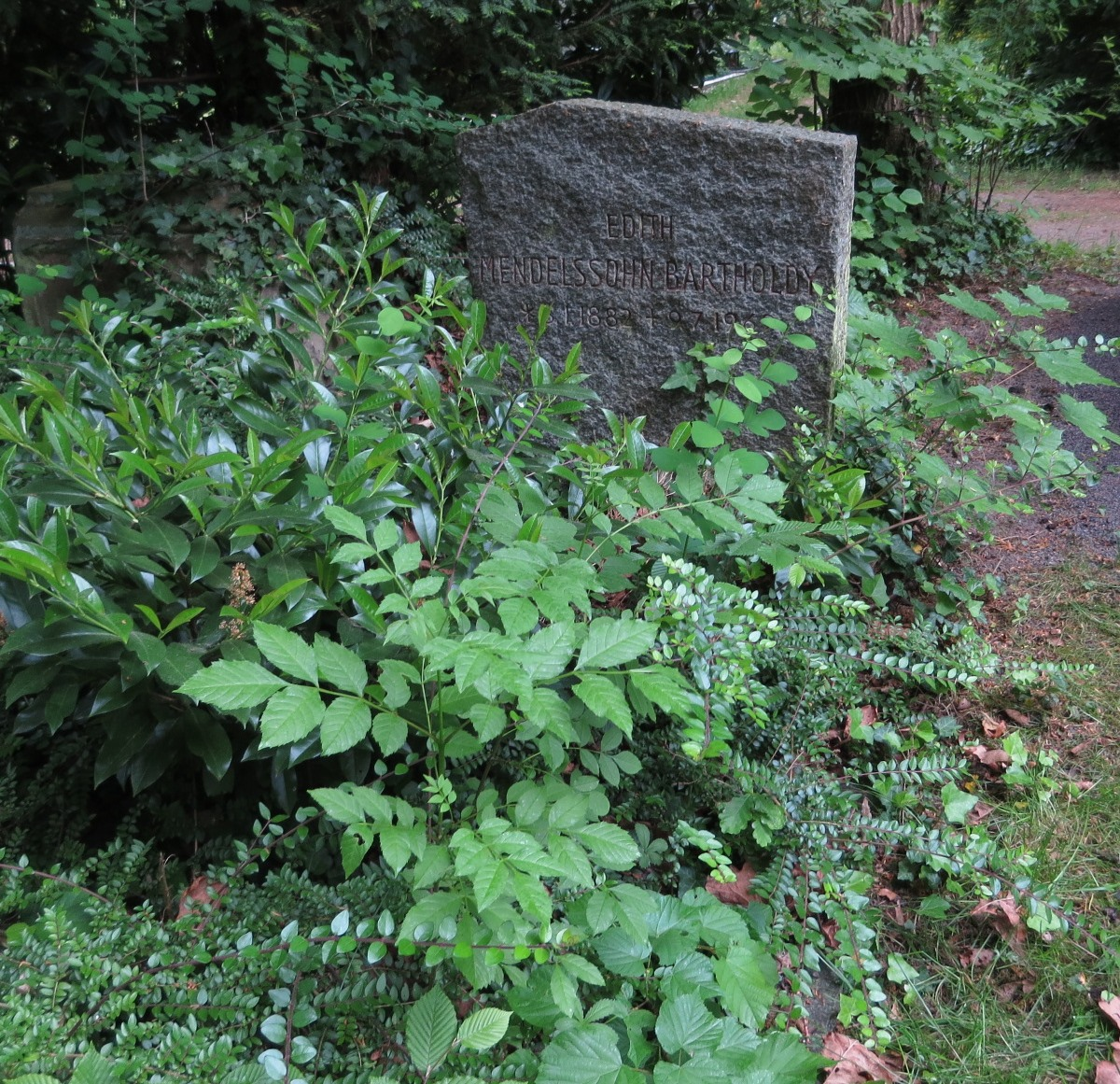
Grab auf dem Melaten-Friedhof

Mitte der 1950er Jahre zog Edith Mendelssohn Bartholdy nach Köln, wo sie zunächst in Marienburg wohnte. Einige Jahre vor ihrem Tod zog sie in die Riehler Heimstätten, eine städtische Altenwohnanlage, die 1926 auf Initiative von Hertha Kraus in einer ehemaligen Kaserne errichtet worden war. Bis zuletzt galt ihr Interesse der alten Generation, von deren „oft traurigen Lage“ sie erschüttert war. Sie setzte sich dafür ein, dass der Mensch im Alter nicht ohne Arbeit dasteht, „denn nichts macht schneller alt und krank als Untätigkeit“.
Laut einer Widmung zu Der Lebensabend verband sie eine siebzigjährige Freundschaft mit Therese Frank.
Ihre Grabstätte befindet sich auf dem Kölner Friedhof Melaten (Lit. G, zwischen Lit. C+D).

## Werke
- Krippen im Kriege, in: Krippenzeitung 1917, S. 33 ff.
- Industrie und Kinderfürsorge, in: Krippenzeitung 1917, S. 72 ff.
- Neugründungen von Krippen. Voranschlag für Einrichtung und Betrieb einer Krippe, in: Krippenzeitung 1918, S. 7 ff.
- Die deutsche Künstlerin. Ein Gedenkbuch, Leipzig 1933.
- als Herausgeberin: Der Lebensabend, Gütersloh: Rufer 1958.